# Homohisterija
Homohisterija je strah da se osobu ne smatra homoseksualnim zbog ponašanja koje se obično smatra netipičnim za spol. Homohisterija može postojati u kulturama u kojima se podrazumijeva da ljudi jesu i mogu biti homoseksualci, čak i ako su zatvoreni, te da se homoseksualnost doživljava manje poželjnom od heteroseksualnosti. Ova kombinacija dovodi do toga da se muškarci boje da će drugi pomisliti da su homoseksualci ako ne odgovaraju stereotipima muškog spola. Neuklapanje u rodne stereotipe (rodna netipičnost) u povijesti se povezivalo s homoseksualcima, sa suđenjima Oscaru Wildeu koja su to vjerovanje proširivala u Britaniji i drugdje, s njegovim uvjerenjem u grubu nepristojnost produbljujući javne stereotipe o homoseksualnim muškarcima. Zbog tih zabluda mnogi su homoseksualni muškarci "muževnog ponašanja" bili izuzeti od javne sumnje u svoju seksualnost.

## Nastanak
Homohisterija je koncept uspostavljen kao dio Inkluzivne teorije muškosti profesora Erica Andersona. I Eric Anderson i Mark McCormack tvrde da postoje tri socijalna uvjeta koja moraju biti zadovoljena da bi postojala homohistrična kultura: (1) široka svijest o tome da muška homoseksualnost postoji kao nepromjenjiva seksualna orijentacija unutar značajnog dijela populacije kulture; (2) visoka razina homofobije u toj kulturi; i (3) povezanost rodne atipičnosti s homoseksualnošću. Ove različite razine socijalnih uvjeta pomažu u objašnjavanju različitih društvenih trendova u vezi s muškošću.
Na primjer, homohisterija pomaže objasniti kako se muškarcima u mnogim islamskim zemljama dopušta fizička i emocionalna intimnost (uključujući držanje ruku) bez prijetnje njihovom javno percipiranom heteroseksualnom identitetu; dok se dvoje muškaraca koji se drže za ruke u Americi smatraju homoseksualcima, muškarci u islamskim zemljama ne smatraju se homoseksualcima zbog sudjelovanja u istim ponašanjima. To je zbog uvjerenja da muškarci u tim društvima ne mogu biti homoseksualci, a iranski predsjednik Mahmud Ahmadinedžad tvrdio je da Iran nema homoseksualce, a drugi su homoseksualnost proglasili "bolešću bijelog čovjeka".
Isto tako, homohisterija može objasniti nijanse između muške taktilnosti tijekom vremena, radom Johna Ibsona utvrđeno je smanjenje socijalne udaljenosti između muškaraca na skupnim fotografijama, što se može razumjeti korištenjem homohisterije. Ovaj koncept korišten je i u objašnjavanju homofobije i rodnog rada među ženama; prvenstveno Rachael Bullingham u istraživanju iskustava sportaša u timskim sportovima.
Vjeruje se da je Eric Anderson, zapadnjačka homohisterija, dosegla vrhunac 1980-ih, nakon epidemije HIV-a / AIDS- a među homoseksualcima.

## Utjecaj
Kako kultura postaje manje homofobična i manje je stigme oko fizičke platonske naklonosti među muškarcima, poboljšava se život heteroseksualnih muškaraca, jer su manje agresivni i fizički otuđeni jedni od drugih.